# Josef Leutgeb
Josef Leutgeb (* 16. Juli 1933 in Zwettl; † 21. September 1983) war ein österreichischer Chefredakteur, Publizist, Zeitungsherausgeber, Buchautor und Heimatforscher.

## Leben
Leutgeb kam als ältester Sohn einer Zwettler Kaufmannsfamilie zu Welt. Er hatte zwei Geschwister, Anna und Rupert Leutgeb. Nach Pflichtschulabschluss begann er eine Elektrolehre und brach nach der ersten Berufsschulklasse in Stockerau die Lehre nach acht Monaten ab. Er nahm zahlreiche Jobs an, unter anderem Zeitungskolporteur und Vertreter. Auf diese Weise finanzierte er 13 Kurse zur Weiterbildung.
Leutgeb war verheiratet mit Emma Leutgeb, geb. Vinicky, gebürtige Ungarin, Artistin, Pressefotografin und später Zeitungsherausgeberin († 1990). Das Paar hatte zwei Söhne, Josef Leutgeb jun. (* 1959) und Rupert Leutgeb (* 1960).
Leutgeb starb am 21. September 1983 unerwartet an den Folgen einer Gehirnblutung im Alter von nur 50 Jahren.

## Karriere
1951 gründete er in Zwettl das Amerika-Institut. Kulturelle Veranstaltungen, Studienprogramme für amerikanische Colleges und Universitäten, sowie Sprachkurse und Seminare zählten zu den Angeboten des Amerika-Instituts.
Von 1950 bis 1958 tourte er mit drei Filmteams durch das Waldviertel, um Kulturfilmprogramme, deren Reinerträge den örtlichen Veranstaltern wie Pfarren, Vereinen und Gemeinden zuflossen, zu präsentieren.
Im Juni 1952 begann seine journalistische Laufbahn über den USIS, unter anderem bei dem seinerzeit amerikanischen Wiener Kurier und der Sendegruppe Rot-Weiß-Rot. Manche Artikel veröffentlichte unter den Pseudonymen „Lauscher“ und „Listener“.
Ab Oktober 1955 war er beim Faber-Verlag als Berichterstatter tätig, ab 1956 als Redakteur. Von Jänner 1960 bis Dezember 1965 war Leutgeb Hauptbezirksparteisekretär der ÖVP in Zwettl. Von Jänner 1966 bis März 1967 war er hauptberuflich Redakteur des Faber-Verlages und baute nebenbei ein eigenständiges Unternehmen auf. Ab 1967 war er Inhaber einer Werbeagentur, eines Fotohauses sowie eines Verlages, jedoch weiterhin als Lokalredakteur bei der nunmehrigen Faber Druck- und Verlagsgesellschaft (Zwettler Nachrichten) tätig.
Seit Gründung des Zivilschutzverbandes war Leutgeb Mitglied der Zwettler Bezirksleitung – bis 1979. Seit April 1970 war er Ausschussmitglied der Landesinnung für das Wirtschaftliche Werbewesen und seit der Gründung Mitglied der Jury für den Werbepreis "Goldener Hahn". Im Mai 1970 wurde er Leiter des Amerika-Institutes.
Er war Gründer und Verleger des "Waldviertler Kurier" sowie Herausgeber von zahlreichen heimatkundlichen Festschriften und Büchern.

## Kampagnen
Leutgeb forderte in einem Zeitungsartikel vergeblich den Zusammenschluss zahlreicher Gemeinden zu einer mehr als 10.000 Einwohner zählenden Stadtgemeinde. Später organisierte er im Zusammenwirken mit Franz Steiniger und dem damaligen Zwettler Bürgermeister Anton Denk eine entsprechende Propagandakampagne, die den Weg zur Bildung der heutigen Großgemeinde Zwettl ebnete.
Er setzte sich für die Rettung des Dürnhofs der ältesten Grangie Mitteleuropas ein. Der Dürnhof, um 1200 in geringer Entfernung vom Stift Zwettl erbaut, wurde bis 1938 als klösterlicher Meierhof geführt. Während der acht Jahrhunderte seines Bestehens wurde der Dürnhof mehrmals von Brand und Zerstörung heimgesucht. Leutgeb engagierte sich nicht nur publizistisch für den Hof, sondern er erwirkte durch persönliche Gespräche eine Renovierung des gefährdeten Gebäudes. Seit 2003 befindet sich die unter Denkmalschutz stehende Anlage im Privatbesitz und wird für kulturelle Veranstaltungen genutzt.
Eine seiner Ideen war auch die Setzung eines Thayaquellsteines in der Marktgemeinde Schweiggers. Vom Faber-Verlag gesponsert, wurde der Brunnen am 31. Mai 1973 feierlich eingeweiht.
Ab 1980 war Josef Leutgeb im Vorstand des Vereins zum Betrieb der Einrichtung des Schlosses Rosenau.

## Preise und Ehrungen
- "Dank und Anerkennung" des US-Staates Kalifornien, am 16. Juni 1975.
- "Silbernes Ehrenzeichen für Verdienste um das Bundesland Niederösterreich", am 15. Mai 1973.
- "Florianiplakette des NÖ Landesfeuerwehrkommandos", am 1. Juni 1975.

## Veröffentlichungen (Auswahl)
- Waldviertler Heimatbuch. Herausgegeben von Helmut Sauer und Josef Leutgeb. Band 1: 1966; Band 2: 1979.
- Das Thayatal. Zwettl, Leutgeb, 1971.